# 民営化
民営化（みんえいか、英語: privatization）とは、国家や地方公共団体が経営していた企業および特殊法人などが、一般民間企業に改組されること、運営が民間委託されること、さらには民間に売却されることなど、さまざまな形態を指して用いられている政治的な言葉である。私有化とも言える。
多くの場合、根拠法の廃止又は改正により会社法上の会社となることを指す。
一般には、公社・公団、現業事業などが特殊会社に移行することも「民営化」と呼ばれる。
また、PFIによる半官半民の公営事業の委託も民営化ということがある。
民営化の目的は効率化、サービスの向上、透明化、税金の納入による国民負担の軽減、債務の切り離し、労働組合の弱体化などである。
総じて、政府による経済介入を減らす小さな政府政策に関連している。
逆に、国または国の出資する特殊法人が民間会社の議決権の過半数を取得することを国有化という。
行政が行っている公共サービスを民間にも開放し、競争原理を導入する市場化（市場化テスト）とは異なる。

## 民営化の効果が出る仕組み
政府活動が肥大化していくことは、経済全体の資源配分を歪める結果となることがある。民営化の動きは、公共部門が持っている非効率性を競争原理によって是正するといった狙いがある。また公共部門の非効率性は、経営の赤字といった形でよくあらわれる。経営の赤字から生じる財政負担が、民営化への原動力になっている。

### 自然選択からのアプローチ
国営企業と民間企業の違いは、根拠法に依って定められた独占市場の有無である。新規参入の激しい自由市場では自然選択説が適用でき、企業は市場環境により適応した別の企業に置き換わる。根拠法の廃止又は改正により、国営企業から独占市場を奪い市場環境を適切に定めれば、自然選択の力で最適化された企業を得る。
新規参入企業が国営の場合がある。ニュージーランドの節を参照。

### 株式市場からのアプローチ
民営化された国営・公営企業は通常株式公開される。段階的に株式を放出し、やがて市場がすべてを保持するようになった（国有分の株式が完全に放出された）場合、完全民営化と言われる。国によっては時限的に黄金株をつけるなどの工夫により市場の安定化を図るケースもあった。
市場によって保持される企業は利益増大が必須命題となる。このため各企業は利益をあげるよう企業努力をするようになる。利益が増大できない場合、市場から経営者の交代を求められる可能性もある。
また、利益が極めて薄い場合、株価が低迷し買収により効率化が図られることも考えられる。

### 資源配分からのアプローチ
完全な民営化のプロセスが整った場合、企業は価格と利潤の関係を適正化する。価格機構が正常化すれば、市場への供給に対して過剰や過少がなくなり、経済全体が効率化する。
供給過剰だった場合は、使用していた資源（リソース）を解放するようになるため、他の産業の活動を支援することになる。供給過少だった場合は、必要とされる量が供給されるようになるため、利用者の経済活動が活性化する。

## 民営化に批判的・慎重な見解
2018年、国際航空運送協会（IATA）のアレクサンドル・ド・ジュニアック事務総長が、「われわれの調査では、民営化された空港で、効率性や投資水準が向上していないことがわかった。民営化に、すべての答えがあると仮定するのは間違いだ」として、不十分な検討のまま空港が民営化されることで、長期的に空港の社会的な便益が損なわれる可能性について警鐘を鳴らした。

## 世界各国の実施例

### ロシア
ユコスなどのロシア国営企業
急進的な民営化（実質的な官有物払い下げ事件の連続）はミハイル・ホドルコフスキーの逮捕によって一時的に食い止められたが、2013年末に釈放されたこともあって、今なお政治的な駆け引きは続いている。

### ドイツ
ドイツポスト
郵便、貯金、通信の3部門に分割され民営化。郵便部門のドイツポストは、ドイツの枠を超えて、国際的物流企業となったが、同社は、通常郵便の独占利潤をもって小荷物部門への国際事業展開を行っており、通常郵便に競合他社が事実上クリーム・スキミング的に参入している日本とは事情が大きく異なる。

### アメリカ合衆国
カリフォルニア州電力事業
民営化に失敗し、カリフォルニア電力危機を引き起こした。

### イギリス
イギリス国鉄
上下分離方式を採り、1994年に施設管理を行うレールトラック社と25の列車運行会社、13の軌道メンテナンス会社に分割民営化された。レールトラック社は株主への配当を重視するあまり施設管理への投資を怠ったため、多くの重大な鉄道事故を引き起こし2002年に倒産、施設管理事業は国営企業のネットワーク・レールに引き継がれた。
列車運行会社は区分けされた地域及び路線あるいは列車ごとの営業権を取得する方式で、数年ごとに入札が行われ、その結果によって従来の運行会社が営業権を継続するか新会社と交代するかが決まる。複数の営業権を1社が保有している場合もある。民営化後に再編が進み、統合された営業権がある一方、民営化以降に新たに運行を開始した路線(ロンドン・オーバーグラウンドなど)もある。

### ニュージーランド
ニュージーランド・ポスト
1987年に旧郵便電信省が郵便、金融、通信の3つに分割され、金融と通信部門は民営化され郵便部門は公社化された。金融部門はその後オーストラリア資本のオーストラリア・ニュージーランド銀行グループへ売却され、通信部門はアメリカ合衆国資本のベル・アトランティック社とアメリテック社へ売却された。郵便局の店舗数削減により国民へのサービスが低下したため、郵便公社傘下で国営銀行「キーウィ銀行」が2002年に設立された。
ボリビアの上下水道
世界銀行の指示により民営化したが、大幅な値上げにより反発を呼び、コチャバンバ水紛争を引き起こした。

### 韓国
大韓航空公社
民営化を果たし、1966年には韓国証券取引所に上場したが、職員数、保有機種、路線など合理化が図れず経営危機に陥った。1969年、経営を立て直すため政府保有株式は中堅財閥韓進グループに譲渡され、同社は純民間企業として創立された。
韓国タバコ人参公社
2002年、KT&Gに社名変更。民営化。
浦項製鉄
2000年、韓国産業銀行が所有していた株式を全株売却。民営化。2002年にポスコに社名変更。

## 日本

### 民営化をめぐる事件
- 開拓使官有物払下げ事件
- 虎ノ門国有地払い下げ事件
- 国電同時多発ゲリラ事件

### 民営化に失敗した機関
公共職業安定所
関連事業分野が市場化テストの対象となっていた。当時盛んに政府の「改革」会議、経済財政諮問会議等で民営化が叫ばれていた。また、日本経済新聞など一部新聞中には社説等で民営化賛成論調での記事 が書かれており、当時民営化を鼓吹し誘導記事で推進運動する日本経済新聞のような一部マスコミも過去に存在した。リクルート等が職業紹介事業に参入している中セーフティーネットの構築について国会で検討すべき課題は多い。リクルートは官民比較時に就職困難者をハローワーク側に誘導するなど不正行為もあったが、2006年市場化テスト評価委員会 は2007年11月26日、2006年度に市場化テストモデル事業として実施した求人開拓事業の実績評価を行い、民間実施地域では、開拓求人件数、開拓求人数、充足数のすべてにおいて、国の比較対象地域の結果を大きく下回った。民間実施地域では、それぞれ同地域における平成17年度の国実施時の実績を下回り、開拓求人数1人当たり、充足数1人あたりのコストは国の比較対象地域よりもはるかに高くなっている、と公式に結論づけた。「民に任せた方が、サービスの質の向上とコスト削減を同時に実現できる」という民営化推進論者の主張に反し、民営化テストは国の連戦連勝の結果に終わった。
公立病院
岡山市では、すでに不採算だった岡山市立吉備病院が済生会に売却され済生会吉備病院となった。岡山県立岡山病院は地方独立行政法人化し、岡山県精神科医療センターとなった。今後も増加すると思われる。また、PFI方式（半官半民方式）では、県立中央病院と高知市立市民病院の機能を統合して、高知医療センターが開院している。しかし、前院長と民間会社社員が贈収賄で逮捕されており「官民癒着の温床」、民間のみ黒字で病院本体が赤字であることや、「下請け、孫請け」企業の悲惨な雇用実態などから「医療分野では失敗」の指摘もある。
一部の独立行政法人
一部報道では、造幣局・印刷局等、収入に占める政府からの補助金の割合が低く、政府の補助の必要性が低いとされる法人の民営化が検討されている、と報じられた。この事態に関して、両法人は貨幣流通という国家の存立にかかわる事業を行っているから、民営化にはなじまないとする見解がある。
日本放送協会（NHK）